# Augustin Theiner
Augustin Theiner (11. dubna 1804, Breslau – 9. srpna 1874, Civitavecchia) byl římskokatolický církevní historik, kanonista, prefekt Tajného vatikánského archivu, konzultor Kongregace Indexu.

## Dílo
- Commentatio de Romanorum pontificium epistolarum decretalium antiquis collectionibus et de Gregorii IX. P. M. decretalium codice. Accessit quatuor codd. mss. in bibliothca regio-academica Vratislavieni asservatorum, Gregorianam collectionem continentium, accurata descriptio, Leipzig 1829
- Ueber Ivo's vermeintliches Decret. Ein Btr. z. Gesch. des KR, u. insbesondere z. Kritik der Qu. des Gratian. Nebst einem Qu.-Anh., Mainz 1832
- Recherches sur plusieurs collections inédites de décretales du moyen âge, Paris 1832
- Saint-Aignan, ou le siège d'Orléans, par Attila. Notice historique, suivie de la vie de ce saint, tirée des manuscrits de la Bibliothèque du Roi, Paris 1832
- Geschichte der geistlichen Bildungsanstalten, mit einem Vorworte, enthaltend: Acht Tage im Sem. z. St. Euseb in Rom, Mainz 1835 [tzv. »Konversionsschreiben«, V-LXVI]
- Disquisitiones criticae in praecipuas canonum et decretalium collectiones seu Sylloges Gallandieanae dissertatio de vetustus canonum collectionibus continuatio, Roma 1836
- Verss. u. Bemühungen des hl. Stuhles in den letzten 3 Jhh., die durch Ketzerei u. Schisma v. ihm getrennten Völker des Nordens wiederum mit der Kirche zu vereinen. Nach geheimen Staatspapieren. Bd. 1, Teil 1 u. 2 auch u.d.T.: Schweden u. seine Stellung z. hl. Stuhle unter Johann III., Sigismund III. u. Karl IX. 2 Teile. Mit Urkundenbuch, Regensburg 1838-1839
- Die neuesten Zustände der Kath. Kirche beider Ritus in Polen u. Rußland seit Katharina II. bis auf unsere Tage, Augsburg 1840
- Gesch. der Zurückkehr der regierenden Häuser Braunschweig u. Sachsen in den Schooß der kath. Kirche im 18. Jh. u. der Wiederherstellung der kath. Rel. in diesen Staaten. Nach uud mit Originalschreiben, Einsiedeln 1843
- Die Staatskirche Rußlands im J. 1839. Nach den neuesten Synodalberr. dargest. v. einem Priester aus der Kongregation des Oratoriums, Schaffhausen 1844
- Schenkung der Heidelberger Bibl. durch Maximilian I., Hzg. u. Churfürsten v. Bayern, an Papst Gregor XV., u. ihre Versendung nach Rom. Mit Originalbriefen, München 1844
- Hzg. Albrecht v. Preußen, gewesenen Hochmeisters des dt. Ordens erfolgte, u. Friedrich I. Kg. v. Preußen versuchte Rückkehr z. kath. Kirche. Nebst einem geschichtlichen Anh. Nach u. mit ungedr. Original-Urkk., Augsburg 1846
- Der Cardinal Johann Heinrich Gf. v. Frankenberg, EB v. Mecheln, Primas von Belgien, u. sein Kampf f. die Freiheit der Kirche u. die bischöflichen Seminarien unter Kaiser Josepf II., Freiburg 1850
- Zustände der kath. Kirche in Schlesien v. 1740-1758 u. die Unterhandlungen Friedrichs II. u. der Fürstbisch. v. Breslau, des Kard. Ludwig Ph. Gf. v. Sinzendorf u. Ph. Gotth. Fürsten v. Schaffgottich mit dem Papst Benedikt XIV. Mit Dokumenten aus dem geheimen Arch. des hl. Stuhles, 2 sv., Regensburg 1852
- Geschichte des Pontificat's Clemens' XIV. nach unedirten Staatsschrr. aus dem geheimen Arch. des Vaticans. 2 Bde. Mit dem Bildniß Clemens' XIV., Paris 1853. Clemens XIV. u. die Jesuiten. Nach dem Werke »Gesch. des Pontificats Clemens XIV. nach unedirten Staatsschrr. aus dem geheimen Arch. des Vaticans«, Luzern 1853
- Annales Ecclesiastici, Theiner nejprve v roce 1856 vydal třísvazkové pokračování Baroniových Annales ecclesiastici, a pak započal nové přepracované vydání tohoto díla, které bylo posléze dokončeno po jeho smrti (vydáno v Paříži v letech 1864-1883 ve 37 svazcích)
- Die zwei allgemeinen Concilien v. Lyon 1245 u. v. Konstanz 1414 über die weltl. Herrschaft des hl. Stuhles, in Betracht gezogen. Mit bisher noch nicht veröff. hist. Documenten, Freiburg 1862
- A. Th./Franz Miklosich, Monumenta spectantia ad unionem ecclesiarum Graecae et Romanae majorem partem e sanctoribus Vaticani tabulariis ed., Wien 1872
- Acta genuina Concilii Tridentini, 2 Bde. Agram (= Zagreb) 1874
- Johann Anton Theiner/A. Th., Cölibat u. Sittlichkeit. Im Ausz. mit bibliogr. Einf. u. Ergg. neu hrsg. v. W[ally] Mehnert, Leipzig 1932.